# 3-й Лесной переулок
Тре́тий Лесно́й переу́лок — улица в центре Москвы в Тверском районе между 2-м Лесным переулком и Заставным переулком.

## Происхождение названия
Лесные переулки в Москве (с 1-го по 4-й) так же, как и улица получили название в XIX веке по находившимся здесь с XVIII века лесным складам.

## Описание
3-й Лесной переулок начинается от 2-го Лесного, проходит на юго-запад параллельно Лесной улице, выходит на 1-й Лесной и далее продолжается как пешеходная улица до Заставного переулка, заканчиваясь напротив храма Николы Чудотворца у Тверской заставы.

## Примечательные здания
По нечётной стороне:
По чётной стороне: